# Henri-César de Castellane-Majastre
Pour les articles homonymes, voir Castellane (homonymie).
Pour les autres membres de la famille, voir Famille de Castellane.
Henri-César de Castellane, marquis de Majastre, dit « Castellane-Majastre », né le 28 mars 1733 à Marseille et mort le 4 mai 1789 à Riez, est un officier de marine et aristocrate français du XVIIIe siècle. Issu de la Maison de Castellane, très ancienne famille noble de Provence, il s'engage dans la Marine royale comme nombre de ses aïeux avant lui. Il se distingue pendant la guerre d'indépendance des États-Unis et notamment au combat livré en baie de Chesapeake en septembre 1781. Il termine sa carrière avec le grade de chef d'escadre des armées navales.

## Biographie

### Origines et famille
Henri-César de Castellane descend de la Maison de Castellane, une très ancienne famille de la noblesse provençale descendant de la maison souveraine de Riez, Basses-Alpes (actuelles Alpes-de-Haute-Provence) et connue depuis le IXe siècle. Il est le fils de César-Henri de Castellane (1694-1788) et de sa femme Agathe de Martin (v. 1710-?). Sa famille a fourni seize officiers supérieurs à la Marine royale, aussi bien dans le corps des vaisseaux que dans celui des galères.

### Carrière militaire
Garde de la marine du 24 septembre 1749 à Toulon , puis sous-lieutenant d'artillerie en 1751 il est promu successivement aux grades de lieutenant de vaisseau en 1762 puis à celui de capitaine de compagnie en 1775.
Il est fait chevalier de Saint Louis en 1773. Il prend part aux préparatifs de la guerre contre les Britanniques. Au début de l'année 1778, Castellane-Majastre est en station à Toulon, où il a récemment obtenu le grade de capitaine de vaisseau (1777) et reçoit le commandement de la frégate La Flore, au sein de l'escadre de l'amiral d'Estaing, avec laquelle il effectue quatre prises. Il participe à la guerre d'indépendance des États-Unis, et est l'un des membres d'origine de la Société des Cincinnati.
Il commande  Le Caméléon en 1778, Le Sagittaire en 1780, puis Le Marseillais, de 74 canons, dans l'escadre du Comte de Grasse qui met les voiles depuis Brest le 22 mars 1781. Il est présent à tous les combats livrés par cette escadre. La flotte française relâche à la Martinique. Il est au combat du 29 avril 1781 devant Fort-Royal de la Martinique et à la prise de Tobago le 30 mai suivant.
Il participe également à la victoire navale décisive de Chesapeake, le 5 septembre 1781 contre la flotte britannique de l'amiral Graves. Il va notamment se mesurer lors de cette bataille rangée au HMS Intrepid, un vaisseau de 64 canons. Les Britanniques finissent par se retirer. L'amiral de Grasse dira de lui après le combat de Chesapeake : « Très instruit, bon manœuvrier, d'un très grand sang-froid ». Il est également présent lors de la reddition de l'armée de Lord Cornwallis après la bataille de Yorktown, en octobre 1781. Le 29 septembre 1781, il reçoit pension de 1 000 livres sur le budget des Invalides.
Retournant dans les Indes occidentales en novembre 1781, Castellane-Majastre commande Le Marseillais lors de la bataille de Saint-Kitts les 15 et 26 janvier 1782. Il a neuf hommes tués et 19 blessés sous ses ordres. Il est également présent au combat des Saintes en avril de la même année. Son navire fait alors partie de l'escadre blanche et bleu, commandée par le marquis de Coriolis d'Espinouse, chef d'escadre ; mais les Français sont lourdement vaincus. En mai 1782, il est présent à Saint-Domingue au sein de la flotte placée sous les ordres du marquis de Vaudreuil. Moins combattif qu'en baie de Chesapeake, le commandant du Marseillois n'engage presque pas son vaisseau, le ramenant à Brest avec les autres rescapés de la bataille. Le 14 octobre 1782, il se voit attribuer une pension de 800 livres sur le budget de l'ordre de Saint-Louis et il est promu chef d'escadre des armées navales avec rang à prendre au 1er octobre 1784. Il est représentant de la noblesse aux États provinciaux tenus à Aix en 1788. Enfin, son acte d'inhumation établit son appartenance à la Société des Cincinnati.

## Mariage et descendance
Il épouse, le 17 juin 1777 à Marseille, Marie Claire de Montolieu († 1800). De cette union naissent 6 enfants dont 2 fils:
- Charles de Castellane (1783-1857)
- César Elzéar de Castellane, comte de Castellane-Majastres (1784-1835)

### Sources et bibliographie
- Alexandre Mazas, Histoire de l'ordre royal et Militaire de Saint-Louis depuis son institution en 1693 jusqu'en 1830, Paris, Firmin Didot frères, fils et Cie, 1860 (lire en ligne), p. 196-197
- Jean-Baptiste Sirey, Jurisprudence du Conseil d'état, depuis 1806, époque de l'institution de la Commission du contentieux, jusqu'à la fin de septembre 1818, vol. 2, Paris, Cour de Harlai, 1818 (lire en ligne), p. 150